# Henri Horace Meyer
Pour les articles homonymes, voir Meyer.
Henri Horace Meyer (Bruxelles, 17 mai 1801 - Paris, 2 février 1870) est un auteur dramatique et romancier français.

## Biographie
Directeur du Théâtre de la Gaîté de 1839 à 1847, ses pièces ont été représentées sur les plus grandes scènes parisiennes du XIXe siècle : Théâtre du Gymnase-Dramatique, Théâtre de l'Ambigu-Comique, Théâtre de la Gaîté, etc.
En 1839, il est témoin de l'attentat des 12 et 13 mai 1839.

## Œuvres
- Le Doigt de Dieu, drame en 1 acte, 1834
- Amazampo, ou la Découverte du quinquina, drame en 4 actes et 7 tableaux, 1836
- L'Empereur et le Soldat, ou le 5 mai 1821, souvenirs contemporains, 1836
- La Fille d'un militaire, comédie-vaudeville en 2 actes, avec Laurencin, 1837
- Richard Moor, drame en 4 actes, précédé de Une heure trop tard, prologue en un acte, 1837
- Samuel le marchand, drame en 5 actes, avec Louis Gabriel Montigny, 1838
- Candinot, roi de Rouen, vaudeville en 2 actes, avec Hugues Bouffé, Charles-Hippolyte Dubois-Davesnes et Eugène Moreau, 1838
- Le Sylphe d'or, pièce fantastique en 3 actes, précédée d'un prologue, avec Montigny, 1839
- La Famille Dulaure, drame-vaudeville en 1 acte, 1840
- Un moment d'ambition, ou Plus de peur que de mal, comédie-vaudeville en 1 acte, 1840
- Le Mannequin du prince, drame-vaudeville en 3 actes, avec Benjamin Antier, 1844
- Le Sac à malices, féerie en trois actes et vingt cinq tableaux, 1850
- Harry-le-Diable, drame historique en trois actes, avec Narcisse Fournier, 1854
- La Partie de piquet, comédie-vaudeville en 1 acte, avec Fournier, 1854
- Jocelin le garde-côte, drame en 5 actes, avec Fournier, 1855
- Le Mal de la peur, comédie en 1 acte, 1855
- Penicaut le somnambule, comédie-vaudeville en 1 acte, avec Fournier, 1855
- Le Beau-père, comédie en 1 acte, 1857
- M. Candaule, ou le Roi des maris, comédie-vaudeville en 1 acte, avec Fournier, 1858
- Le Chef de la Bande noire, roman, 1860
- Une voix du ciel, comédie en 1 acte, avec Fournier, 1860
- Les Traboucayres, ou les chauffeurs de la montagne, drame en 5 actes et 9 tableaux, avec Fournier, 1861
- Chassé-croisé, comédie en 1 acte, avec Fournier, 1861
- La Fille de l'armurier ou les Pays-Bas en 1482, roman, 1861
- Le Portefeuille rouge, drame en cinq actes avec un prologue, avec Fournier, 1862
- Le Père Lefeutre, comédie-vaudeville en quatre actes, avec Fournier, 1863
- Les Ruines du château noir, drame en neuf tableaux, dont un prologue, avec Fournier, 1863
- Le Supplice de Paniquet, comédie en 1 acte, avec Fournier et Gustave Bondon, 1865
- Les Dumacheff, ou le Cocher fidèle, parodie de la pièce de l'Odéon : Les Danicheff, en 1 acte et 2 tableaux, avec Émile Desbeaux, posth., 1876